# Lípy v Libošovicích
Na návsi v obci Libošovice u sochy sv. Prokopa se nachází skupina 4 památných lip malolistých (Tilia cordata).
Památné stromy byly vyhlášeny Městským úřadem Sobotka dne 6. 11. 2003.
- Stáří: Vysazeny v roce 1848
- Obvod: 2,60 m 2,55 m 2,03 m 2,90 m
- Výška: 25 m
- Ev. č. ústř. seznamu OP 604027